# بنوآ ووگرونار
بنوآ ووگرونار (فرانسوی: Benoît Vaugrenard‎؛ زادهٔ ۵ ژانویهٔ ۱۹۸۲) دوچرخه‌سوار اهل فرانسه است.
از باشگاه‌هایی که در آن رکاب زده‌است می‌توان به تیم دوچرخه‌سواری اف‌دی‌جی اشاره کرد.